# The Firearms
The Firearms je tříčlenná kapela pocházející ze Slavkova u Brna. Svou první píseň "Of Our Secrets" nahrála v roce 2013 ve studiu RESET. Zpěvákem a kytaristou je Tomáš Půček, na baskytaru hraje jeho bratr Ondra a na bicí Honza Jurák. Svůj zatím poslední singl "Kites" nahráli v bratislavském LVGNC studios.

## Členové kapely
- Tomáš Půček - zpěv, kytara
- Ondřej Půček - zpěv,  baskytara
- Jan Jurák - Bicí

## Písně
- Of Our Secrets (2013)
- The Recital (2014)
- Kites (2015)